# Daewon Song

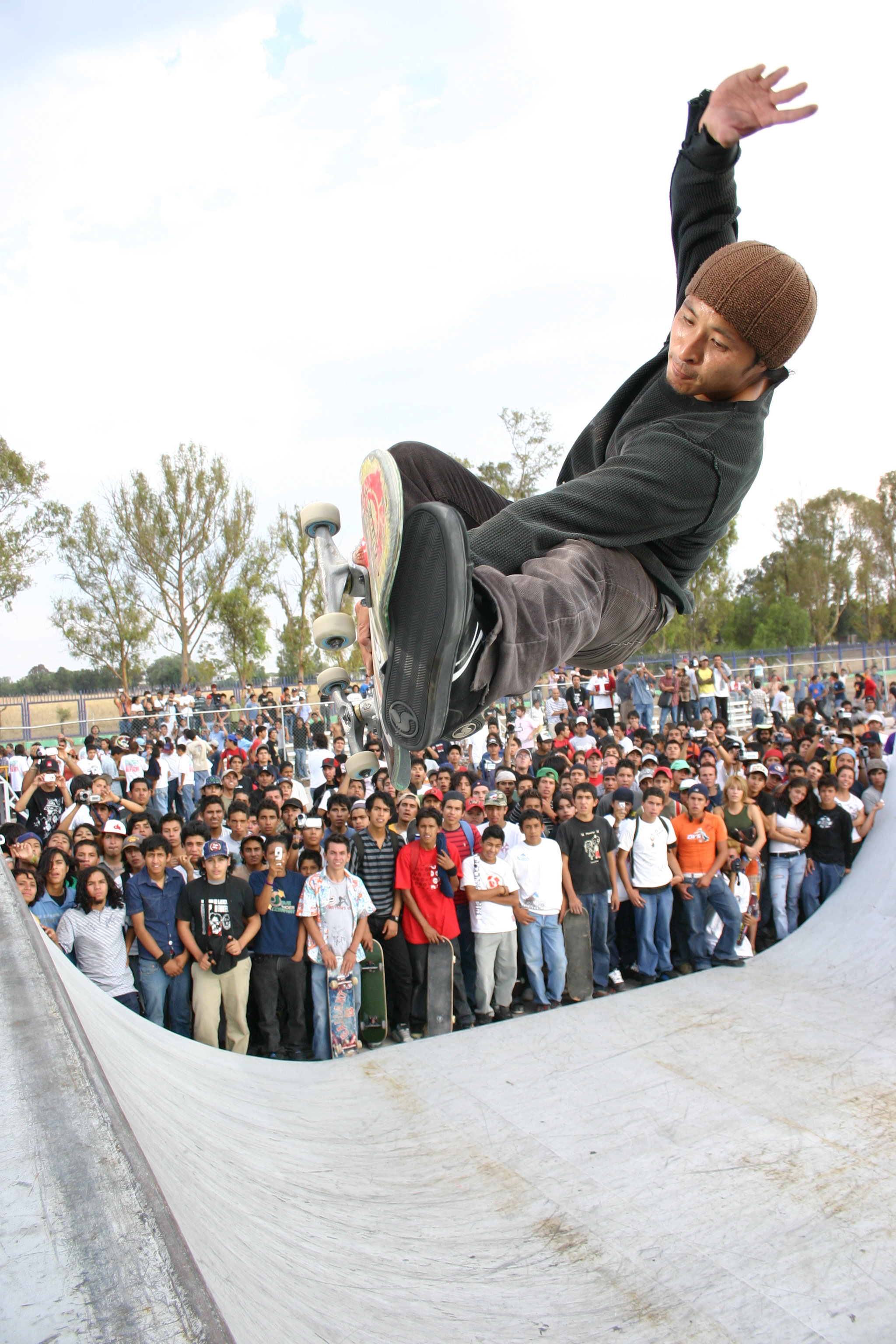
Song in 2006

Daewon Song (Seoul, 19 februari 1975) is een Amerikaanse professionele skateboarder van Koreaanse afkomst. Hij staat bekend om zijn technische street-skateboarding. Hij staat goofy, wat betekent dat zijn rechtervoet voor staat. Hij is samen met Rodney Mullen eigenaar van Almost Skateboards, waar hij ook voor skate. 

## Sponsoren
- Almost Skateboards
- Tensor Trucks
- Adidas Shoes
- Spitfire Wheels
- Matix Clothing

## Prijzen
In 2006 werd Daewon door Thrasher Magazine uitgeroepen tot skater van het jaar.